# Ranošov
Ranošov (německy Prussinowitz) je bývalá moravská obec a téměř zaniklá horská vesnice, jež se rozkládala jižně od Kozlova a západně od Slavkova podél dnes již bezejmenného pravobřežního přítoku potoka Říka. Katastr obce měl rozlohu 971,76 ha. Celá bývalá obec byla po druhé světové válce součástí vojenského újezdu Libavá. Nyní již tomu tak není a zbytek vesnice je součástí obce Kozlov.

## Historický přehled
Nejstarší latinská zpráva o obci pochází z roku 1355 a obec zde nese název Ranossow, z roku 1447 pak pochází název Ranošov, poté však obec měla více názvů: Velká Říka, Říka, Novosady, Malé Prusinovice, Nové Prusinovice. V polovině 15. století, kdy patřila k helfštýnskému panství, obec zpustla a k její obnově došlo v letech 1650-1654. Rod Podstatských, majitelů zdejšího panství, zde nejprve usadil tři rodiny, aby dohlížely na jejich lesy. Z roku 1787 pochází dochovaná pečeť. V roce 1930 měla obec 47 domů, v nichž žilo 246 obyvatel, roku 1944 246 obyvatel. Jako jediná obec na Libavsku neměl hřbitov ani kapli. Neznámo kdy zde vznikla obecní škola. Po odsunu Němců (rok 1946) byl celý katastr obce roku 1950 začleněn do vojenského újezdu Libavá. Ze zástavby zůstala stát jen myslivna, stojící na východním okraji lesa. Vedle ní se dochoval ještě pomník obětem první světové války z roku 1931. Ke 20. prosinci 2002 byl katastr Ranošova zrušen a začleněn do nově rozšířeného k. ú. Slavkov u Města Libavá. V rámci příprav na optimalizaci (zmenšení) vojenského újezdu byl roku 2014 celý jeho bývalý katastr začleněn do nového k. ú. Kozlov u Velkého Újezdu. Od 1. lednu 2016 je toto nové k. ú. jedním ze dvou katastrálních území nové obce Kozlova.
| Rok            | 1835 | 1930 |
| -------------- | ---- | ---- |
| Počet obyvatel | 304  | 246  |
| Počet domů     | 38   | 47   |

## Další informace
Do Ranošova vede červená turistická značka a cyklostezka.
Nad vesnicí je severo-severovýchodním směrem kopec Ranoš (656 m n. m.).